# محمدن بن محمذن فال بن أحمدو فال
العلامة محمدن بن محمذن فال بن أحمدو فال التندغى الأربعينى، فقيه لغوي وعالم جليل وشيخ محظرة عريقة.
لُقّب بالقاضي لممارسته القضاء زهاء ستين سنة اشتهر ب «يحــيى» ولد سنة 1312هجرية موافق 1894ميلادية وتوفى في تاسع محرم 1400موافق 29 نوفمبر 1979بقرية علب آدرس شرق بوتلميت، ودفن في مقبرة انواتيل.

## نشأته وتـعـلمـــه
نشأ القاضي محمدن وتربى في بيت والده وشيخه محمذن فال ولد أحمدو فال«لمرابط», الذي كانت محظرته إذ ذاك من أهم المعالم العلمية في القرنين الثاني عشر والثالث عشر هجري في موريتانيا، حيث اشتهرت إلى جانب رسوخ قدمها في العلم بمختلف فنونه، باعتمادها على الأخلاق وحسن التربية والسلوك، وطريقة فريدة في ضبط نظم التدريس، وحسن استغلال الوقت بتتبع نظام الحصص وحزر الوقت بإقدام الظل، للتوفيق بين الإعداد الوفيرة للطلبة ومحدودية الوقت.
في هذا الوسط العلمي الكبير، وفي ظلال تلك المحظرة وشيخها وطلابها، ترعرع القاضي محمدن فلاحت عليه سمات النبوغ قبل الثامنة من عمره، حيث أكمل القرآن واشتغل بالعلم والانكباب على الدرس والانقطاع عما سوى ذلك. 
عرف عنه انه اهتم بجمع شواهد الألفية ودراستها وهو في الثانية من عشريته الثانية، وانه قرض الشعر قبل الخامسة عشرة، والأكيد أن والده اسند إليه تدريس طلاب النحو واللغة ولما يبلغ العشرين من عمره.

يقول عنه العلامة موناك ولد المصطفى:
| محمدن بن محمذن فال بن أحمدو فال | نشأ بين يدي أبيه يحلى ظاهره بالأدب والعلوم الظاهرة, ويحلى باطنه بالمعارف والأنوار الباهرة, إلى أن حصل ـ ولله الحمد ـ من العلوم ما تغار منه الفحول, وتحار فيه العقول, وجمع بين المعقول والمنقول, واشتغل بالنظر والتدريس في حياة أبيه, حتى صار ليس له من شبيه. | محمدن بن محمذن فال بن أحمدو فال |

أمه مريم الملقبة «مـيـمّْ» بنت سيد أحمد «آد» بن محمدن بن سيدأحمد بن الفغ الدنبجه، وهي أسرة علم وفضل ورئاسة.

## شيــوخــه
لعل شيخه الوحيد في العلم والتصوف هو والده محمذن فال بن احمدو فال، بالرغم من أن القاضي محمدن هم بالانتقال إلى إحدى المحاضر آنذاك، للتفرغ للعلم والابتعاد عن مشاغل البيت والالتزامات الاجتماعية وزحمة طلاب أبيه. 
إلا أن والده أمره بالبقاء مع ضمانة منه بتيسير الدرس والتحصيل، فالتزم محظرة أبيه ولازمه حتى توفى، بل انه أنابه آخر عمره في التدريس والقضاء.
ولكنه يذكر هو نفسه انه أخذ عن بعض طلاب أبيه، ممن بلغوا شأوا في العلم كبيرا فقد أخذ المنطق وأبوابه عن محمد ولد بدى، وأخذ إجازة القرآن والحديث عن محمد الأمين ولد بدى.

## تــوليه القضاء
تولى القاضي محمدن أعباء محظرة والده محمذن فال، فكان خليفته في التدريس والإفتاء، وأسندت إليه قبيلته مسؤولية القضاء بعد وفاة والده سنة 1345 هــ. يقول عنه موناك بن المصطفى:
| محمدن بن محمذن فال بن أحمدو فال | ثم بعد وفاة أبيه رضي الله عنه, أنزلته قبيلته خطة القضاء, وطاب به الزمان وأضاء, فأتقن ـ ولله الحمد ـ بالعلم والأدب والورع أمره, إذ العوان لا تعلم الخمره, وصار محط رحال المستفتى والسائل, وجعلوه كعبة تطوف بها الفتاوى والمسائل, فحل مشكلاتها وروض صعابها, ومكة أدرى أهلها بشعابها. | محمدن بن محمذن فال بن أحمدو فال |

استمر في ممارسة القضاء إلى أن توفاة الله سنة 1400هـ وذلك مدة 55 عاما.

## تــلامـذتــه
وقد تخرج من محظرة القاضي محمدن جم غفير من الرجال ممن حصلوا مستويات رفيعة في العلم وفنونه المتشعبة، ومن تلامذته علماء تصدروا للدرس والفتوى والقضاء تحلقت حولهم محاظر اشتهروا فيها بالتبحر في العلم.
ونذكر منهم لا على سبيل الحصر:
- سيدي محمد ولد آبه 	العلوي	ت 1415 موافق 1995
- القاضي محمد يحي ولد محمد الدنبجه	التندغي	 ت 1399 موافق 1979
- محمد يحي ولد محمد الحافظ	التندغي	 ت 1424 موافق 2003
- اكليكم ولد متالي	التندغي 	ت 1426 موافق 2000
- الدنبجة بن معاوية	التندغي 	ت 1417 موافق 1997
- أحمدو ولد محمد خالد	التندغي	ت 1411 موافق 1991
- محمد فال ولد القاضي	التندغي 	ت 1397 موافق 1977
- أحمدو فال ولد محمد الحافظ	التندغي 	مد الله في عمره
- محمدن فال ولد القاضي	التندغي 	ت 1412 موافق 2000
- محمد المصطفى ولد الندى 	الأجيجبي	ت 1420 موافق 2000
- الشيخ محمد المصطفى ولد الشيخ أبي المعالي 	التاكاطي	ت 1429 موافق 2008
- الشيباني ولد الفغ 	الاجيجبي	مد الله في عمره.

## وفاته
توفي القاضي وقت السحر ليلة الخميس تاسع محرم 1400هــ على الساعة الثالثة والنصف صباحا على سريره الخاص بين أبنائه وتلامذته وبني جلدته في علب آدرس ودفن مع والده محمذن فال في مقبرة انواتيل على بعد 15 كم شرقي علب آدرس.
وقد رثاه الدنبجة بن معاوية بقصيدة منها:

## آثاره المنشورة
- ديوان شعر، جمعه وحققه	أحمد بدي بن أحمدو فال،	المدرسة العليا للأساتذة، انواكشوط	79-80
- نظم أيام العرب، حققه	محمد الحافظ بن الطلبة،	المدرسة العليا للأساتذة	"81-82
- توشيح طرة ابن بون ج1، حققه	محمد خالد بن عالِ،	المدرسة العليا للأساتذة	"	85-86
- توشيح طرة ابن بون ج2، حققه	محمدِ فال بن بو، كلية الآداب، انواكشوط	85-86
- نقلة أدبية، حققته 	السالكة بنت اسنيد، 	كلية الآداب	85-86
- نظم المقرأ، حققته 	أم الفضل بنت عبد القادر، 	كلية الآداب	"86-87
- قصائد المديح، حققه 	أحمدو فال بن غال، 	كلية الآداب	"87-88
- نظم القوافي، حققه 	محمد الحافظ بن الحاج، 	كلية الآداب 87-88
- تظم أمثلة العرب، حققته 	مريم بنت الْبىْ،	كلية الآداب	"87-88
- نظم المثلث، حققته 	عيشة بنت سيد محمد،	كلية الآداب 87-88
- نظم البيان، حققه 	محمد خالد بن أحمدو، كلية الآداب	" 	90-91
- الديباجة، حققته 	أم الخير بنت محمد سالم،	كلية الآداب	93-94
- نظم حوادث السنين، حققه 	أمانة الله بن حبيب الله، 	المعهد العالي، انواكشوط	86-87
- نوازل الإحياء، حققه 	محمد حرمة بن الطالب محمد، 	المعهد العالي 86-87
- الفرج بعد الحرج، حققه 	عبد الرحيم بن الإمام، 	المعهد العالي		88-89
- نظم فضائل الأعمال، حققه 	إبراهيم بن سيد بن مأمون، 	المعهد العالي	88-89
- تبصرة الجاهل، حققه 	محمد أحمد بن سيدي، 	المعهد العالي 88-89
- نظم الجمعة، حققه 	أحمد بن حبيب الله، 	المعهد العالي		88-89
- نظم الأخضري، حققه	محمد المختار بن محمد أحمد، 	المعهد العالي	88-89
- نظم البيع، حققه 	محمد الحافظ بن حمان، 	المعهد العالي	89-90
- نظم توشيح ابن بري، حققه 	أحمدو بن محمدي، 	المعهد العالي 93-94
- نظم الناسخ والمنسوخ، حققه	محمد الأمين بن محمد، 	المعهد العالي	2000-2001
- نظم الشمـائل، حققته	عيشة بنت أحمدو فال، 	المعهد العالي 2005-2006
- نظم الفـرائض، حققته	رقية بنت أحمدو فال، 	المعهد العالي 2005-2006 [9]